# Henryk Górecki
Henryk Mikołaj Górecki (uitspraak: [ˈxɛnrɨk mʲiˈkɔwaj ɡuˈrɛtski]) (Czernica (Silezië), 6 december 1933 - Katowice, 12 november 2010) was een Poolse componist in de klassieke traditie en een muziekpedagoog. Górecki wordt beschouwd als een muzikale voorloper van de avant-garde en vond met zijn nadrukkelijk eenvoudige muziektaal en zijn religieuze composities een groot publiek.

## Levensloop
Górecki studeerde in Katowice compositie aan de muziekacademie van Katowice bij Bolesław Szabelski, een leerling van Karol Szymanowski. Hij debuteerde in 1958 bij het belangrijkste Poolse festival voor nieuwe muziek, de "Warschause Herfst", met zijn werk Epitafium voor gemengd koor en ensemble. In het volgende jaar beleefde zijn 1e symfonie voor strijkorkest haar première.
Lange tijd werd Górecki's werk overschaduwd door dat van Krzysztof Penderecki en Witold Lutosławski, maar in de jaren 60 kreeg Górecki een reeks internationale onderscheidingen, waaronder de eerste prijs bij de Biënnale in Parijs en bij het Internationale Componisten Podium van de UNESCO.
Vanaf 1965 doceerde hij partituurspel en compositie aan zijn "alma mater", de muziekacademie van Katowice. In 1975 werd hij er directeur met de titel "professor". In 1979 nam hij echter ontslag als openlijk protest tegen de weigering van de autoriteiten van de toenmalige Volksrepubliek Polen om paus Johannes Paulus II in Katowice te ontvangen. Toen kort daarna de paus wel een bezoek aan Krakau mocht brengen, werd daarbij Górecki's voor deze gelegenheid geschreven psalm Beatus Vir uitgevoerd. Hij bleef kritiek uitoefenen op het communistische bewind en componeerde in 1981 zijn Miserere voor groot koor om aandacht te vragen voor het geweld dat tegen de beweging Solidarność was uitgeoefend. Voor een volgend bezoek van de paus aan Polen componeerde hij in 1987 het koorwerk Totus Tuus.  
Zijn internationale doorbraak kwam in 1992 met de Symfonie nr. 3 Symfonią pieśni żałobnych (Symfonie van treurliederen), die hij al in 1976 gecomponeerd had in opdracht van de Südwestfunk Baden-Baden (voorganger van de huidige Südwestrundfunk). De opname hiervan werd een bestseller in een uitvoering met de London Sinfonietta en sopraan Dawn Upshaw onder leiding van dirigent David Zinman en belandde zelfs in diverse hitparades.
Voor Nederland was het dirigent Reinbert de Leeuw die een lans brak voor de componist en diens werk op het programma zette. In een documentairereeks van regisseur Frank Scheffer is hiervan verslag gedaan. 
In 1994 werd Górecki eredoctor van de Universiteit van Warschau, in 2000 van de Jagiellonische Universiteit, Krakau en in 2004 van de katholieke universiteit van Lublin. Hij was ereburger van Rybnik.
Op 5 juni 2010 stond de wereldpremière van de Symfonie nr. 4 door het Radio Filharmonisch Orkest onder leiding van Jaap van Zweden gepland. Door ziekte was de componist niet in staat om dit werk te voltooien, in 2015 beleefde dit werk echter alsnog zijn première nadat zijn zoon Mikołaj Górecki het werk voltooide.

## Stilistische ontwikkeling
Górecki begon eerst met dodecafonische werken, maar al spoedig ging hij over om ook andere parameters zoals ritmiek en dynamiek reekstechnisch te organiseren. Omstreeks 1965 stopte hij met het seriële componeren en begon hij het muzikale materiaal tot zo weinig mogelijk elementen te beperken. Repetitieve structuren, eenvoudige reekstechnieken, de bezinning op volksmuzikale of geestelijke bronnen bestempelden voortaan zijn werken. Het katholicisme is de basis van de meeste van zijn werken vanaf de jaren 70 en 80, werken die de tonaliteit weer brede ruimte geven.
Deze wending in zijn werk was verbonden met een voor een eigentijdse componist buitengewone populariteit. De traditie van de nationale Poolse muziek werd voor Górecki met de jaren steeds belangrijker. Werken als zijn Muzyka staropolska (Oude Poolse muziek) uit 1969 zijn de uitdrukking van deze verbondenheid met de traditie. Górecki was medegrondlegger van de Poolse School, samen met Krzysztof Penderecki.

## Trivia
'Symfonie Nr. 3' is populair in de triphopscene. De Britse muziekgroep Lamb heeft een nummer dat 'Gorecki' is getiteld. De leadzangeres Louise Rhodes schreef het lied nadat ze was geïnspireerd door deze van de Poolse componist. Het 2e deel, Lento e Largo, van Symfonie Nr. 3 is te horen in de film Altiplano en staat ook de bijbehorende soundtrack. De uitvoering met Dawn Upshaw verwief grote bekendheid.
In 2014 gebruikt wordt er een versie gemaakt met Beth Gibbons van Portishead, in samenwerking met het Nationaal Symfonisch orkest van Polen. Deze wordt in 2019 uitgebracht als Henryk Górecki: Symphony No. 3 (Symphony of Sorrowful Songs).

## Composities

### Werken voor orkest

#### Symfonieën
- 1959 Symfonia "1959" (nr. 1), voor strijkorkest en slagwerk, op. 14
- 1972 Symfonia nr. 2 "Kopernikowska", voor sopraan, bariton, gemengd koor en groot orkest, op. 31 - tekst: (Latijn) inclusief Psalm Nr. 145, 6, 135 (verse 7-9) en een uittreksel uit het boek I van "De revolutionibus orbium caelestium" van Nicolaas Copernicus
- 1976 Symfonia nr. 3 "Symfonia pieśni żałosnych (Symfonie van treurliederen)", voor sopraan en groot orkest, op. 36  - tekst: inclusief 15e-eeuwse klaagzang (lamentatie) van het Klooster van het Heilige Kruis (1e deel), de inscripties van een jonge gevangene in de muur van de cel in de Gestapo-gevangenis in Zakopane (2e deel) en een lied uit de regio Opole
- 2010 Symfonie nr. 4, bij Górecki's dood onvoltooid - in 2011 voltooid en georkestreerd door zijn zoon Mikołaj Górecki

#### Concerten voor solo-instrument(en) en orkest
- 1956 rev.1959 Piesni o radosci i rytmie (Liederen van vreugde en ritme), voor 2 piano's en kamerorkest, op. 7
- 1980 Koncert na klawesyn (Concert), voor klavecimbel en strijkorkest, op. 40
- 1992 Concerto-Cantata, voor dwarsfluit en orkest, op. 65

#### Andere werken voor orkest
- 1960 Scontri, voor orkest, op. 17
- 1963 Trzy utwory w dawnym stylu (Drie stukken in oude stijl), voor strijkorkest
- 1964 Choros I, voor strijkorkest, op. 20
- 1965 Refren (Refrein), voor orkest, op. 21
- 1969 Muzyka staropolska (Oude Poolse muziek), voor orkest, op. 24
- 1969 Canticuum graduum, voor orkest, op. 27
- 1973 Trzy tance (Drie dansen), voor orkest, op. 34

### Missen, cantates en gewijde muziek
- 1971 Dwie piesni sakralne (Twee sacrale liederen), voor bariton solo en orkest, op. 30 - tekst: Marek Skwarnicki
- 1971 Dwie piesni sakralne (Twee sacrale liederen), voor bariton solo en piano, op. 30bis tekst: Marek Skwarnicki
- 1975 Amen, voor gemengd koor, op. 34
- 1979 Beatus Vir, psalm voor bariton solo, gemengd koor en groot orkest, op. 38  - Latijnse teksten, inclusief de Psalmen Nr. 142, 30, 37, 66 en 33 (opgedragen aan paus Johannes Paulus II)
- 1981 Miserere, voor groot gemengd koor, op. 44
- 1985 O Domina Nostra, meditaties over Onze Lieve Vrouw van Jasna Góra voor sopraan en orgel

### Toneelmuziek
- 1959 Wieża samotności - tekst: Robert Ardrey, «Thunder Rock»
- 1959 Akwarium - tekst: Andrzej Wydrzyński

### Werken voor koren
- 1958 Epitafium, voor gemengd koor en instrumentaal ensemble, op. 12 - tekst: Julian Tuwim
- 1972 Euntes ibant et flebant, voor gemengd koor, op. 32 - Latijnse teksten uit de Psalmen nr. 125, 6, 94
- 1972 Dwie piosenki (Twee liederen), voor koor met vier gelijke stemmen, op. 33 - tekst: Julian Tuwim
- 1979 Szeroka woda (Breed water), vijf folk songs voor gemengd koor, op. 39
- 1981 Wislo moja, Wislo szara, folk song voor gemengd koor, op. 46
- 1984 Kolysanki, voor gemengd koor, op. 49
- 1987 Totus Tuus, voor gemengd koor, op. 60

### Vocale muziek
- 1954-1955/1995 Trzy pieśni do słów Marii Konopnickiej (Drie liederen na woorden van Maria Konopnickiej), voor zangstem en piano, op. 68
- 1956 Trzy piesni (Drie liederen), voor middenstem en piano, op. 3 - tekst: Juliusz Slowacki en Julian Tuwim
  1. Do Matki (Aan de moeder)
  2. Oda do wolnosci (Ode aan de vrijheid)
  3. Ptak (Een vogel)
- 1960 Monologhi, voor sopraan en drie groepen van instrumenten, op. 16 - tekst: van de componist
- 1963 Genesis III: Monodramma, voor sopraan, 13 slagwerkers en zeven contrabassen, op. 19, Nr. 3
- 1971 Ad Matrem (Do Matki), voor sopraan solo, gemengd koor en orkest, op. 29 - tekst: van de componist
- 1990 Dobranoc (Goede nacht), voor sopraan, altfluit, piano en 3 tamtams, op. 63
- 1996 Trzy fragmenty do słów Stanisława Wyspiańskiego (Drie fragmenten naar woorden van Stanisław Wyspiański), voor zangstem en piano, op. 69

### Kamermuziek
- 1956 Variazioni, voor viool en piano, op. 4
- 1956 Quartettino, voor 2 dwarsfluiten, hobo en viool, op. 5
- 1956 Sonatina w jednej czesci (Sonatina in een beweging), voor viool en piano, op. 8
- 1957 Sonata na dwoje skrzypiec, voor twee violen, op. 10
- 1957 Concerto, voor vijf instrumenten en strijkkwartet, op. 11
- 1962 Genesis I: Elementi, voor drie strijkers, op. 19, Nr. 1
- 1962 Genesis II: Canti strumentali, voor vijftien uitvoerenden, op. 19, Nr. 2
- 1967 Muzyczka II, voor 4 trompetten, 4 trombones, 2 piano's en 5 slagwerkers, op. 23
- 1967 Muzyczka III, voor altviolen (ten minste drie), op. 25
- 1970 Muzyczka IV "Koncert puzonowy" (Concert), voor trombone, klarinet, cello en piano, op. 28
- 1977 Trzy male utworki (Drie kleine stukken), voor viool en piano, op. 37
- 1984 Recitatives en Ariosos "Lerchenmusik", voor klarinet, cello en piano, op. 53
- 1986-1990 Dla Ciebie, Anne-Lill (Voor jouw, Anne-Lill), voor dwarsfluit en piano, op. 58
- 1987 Aria, opera scène voor tuba, piano, tamtam en grote trom, op. 59
- 1988 Juz sie zmierzcha Muzyka na kwartet smyczkowy (I Kwartet Smyczkowy) - (Strijkkwartet Nr. 1), op. 62
- 1992 Quasi una Fantasia (Strijkkwartet Nr. 2), op. 64
- 1993 Kleines Requiem fur eine Polka, voor piano en dertien instrumenten, op. 66
- 1993-1995/2005 Strijkkwartet Nr. 3 ...pieśni śpiewają, op. 67
- 1997 Kleine Phantasie, voor viool en piano, op. 73

### Werken voor orgel
- 1968 Cantata, op. 26

### Werken voor piano
- 1955 4 Preludes, op. 1
- 1956-1990 Sonata No. 1, op. 6
- 1959 Piec utworow (Vijf stukken), voor twee piano's, op. 13

### Filmmuziek
- 1960 Papierowa laleczka
- 1969 Jędrek